# Economia Poloniei
Economia Poloniei este o economie de piață, cu venituri mari, fiind cea de a șasea cea mai mare economie în UE cu una din cele mai mari creșteri din Europa, care înainte de Criza economică mondială din 2008–2012 avea o rată de creștere de peste 3,0%
Este singura țară membră a Uniunii Europene, care a evitat declin în PIB, ceea ce înseamnă că în 2009, Polonia a creat cea mai mare creștere a PIB din UE.
Din decembrie 2009, economia poloneză nu a intrat în recesiune, nici nu s-a contractat. Potrivit Biroului Central de Statistică al Poloniei, în 2010 rata de creștere economică poloneză a fost de 3,9%, care a fost unul dintre cele mai bune rezultate în Europa. Statul polonez a urmărit cu fermitate o politică de liberalizare economică de-a lungul anilor 1990, cu rezultate pozitive pentru creșterea economică, dar negative pentru anumite sectoare ale populației. Privatizarea companiilor mici și mijlocii care au fost controlate de guvern și dreptul liber de înființare de firme noi au permis dezvoltarea rapidă a sectorului privat. 
Sectorul agricol rămâne handicapat de probleme structurale, surplus de muncă, ferme mici ineficiente și a lipsei de investiții. Restructurarea și privatizarea "sectoarelor sensibile" (de exemplu, cărbune), a fost, de asemenea, lentă, dar investițiile străine recente în domeniul energiei și oțelului au început să întoarcă tendința. Reformele recente în sănătate, educație, sistemul de pensii, și administrația de stat au dus la mai mult de presiunile fiscale. Îmbunătățirea acestui deficit de cont și înăsprirea politicii monetare, cu accent asupra inflației, sunt priorități pentru guvernul polonez. Progrese suplimentare în domeniul finanțelor publice depind în principal de reducerea ocupării forței de muncă în sectorul public, precum și de o revizuire a Codului Fiscal pentru a include fermierii, care plătesc în prezent impozite semnificativ mai mici decât alte persoane cu venituri similare. În ciuda unor probleme sistemice a continuat, în ultimul deceniu Polonia a înregistrat un mare progres economic, iar acum este clasată pe locul 20 la nivel mondial, în privința PIB-ului.  Cea mai mare componentă a economiei este sectorul serviciilor

## Comerț exterior
Odată cu prăbușirea în 1991 a blocului comercial CAER bazat pe rublă, Polonia s-a străduit să-și reorienteze comerțul. Încă din 1996, 70% din comerțul său s-a realizat cu statele membre UE, țara învecinată, Germania fiind astăzi principalul partener comercial al Poloniei. Polonia a aderat la UE în mai 2004. Înainte de asta, și-a dezvoltat integrarea regională și comerțul prin intermediul Acordului Central European de Comerț Liber(CEFTA), care includea Ungaria, Republica Cehă, Slovacia și Slovenia.

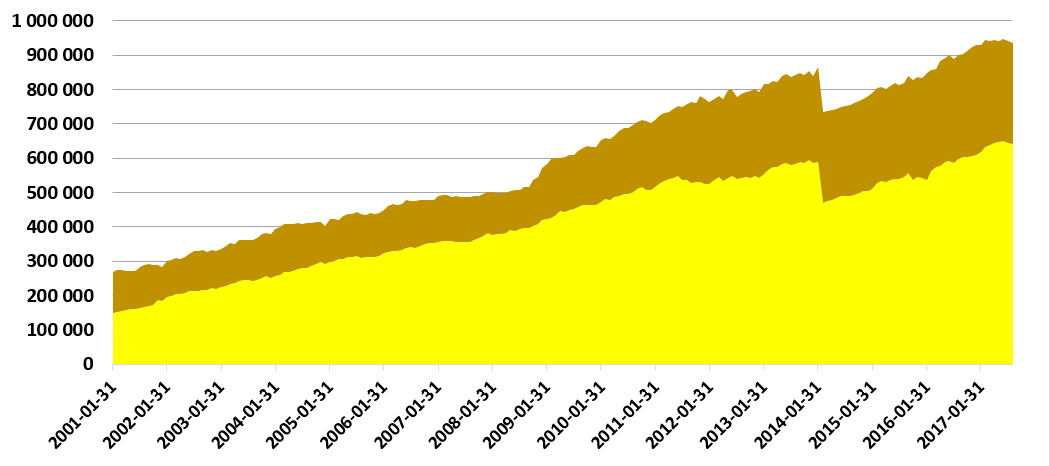
Datoria publică a Poloniei

Cele mai multe importuri ale Poloniei sunt bunuri industriale, necesare mai degrabă pentru retehnologizarea industrială și pentru producție, decât importuri pentru consum. Prin urmare, un deficit este de așteptat și trebui să fie chiar considerat pozitiv la acest punct. Polonia este un membru fondator al Organizației Mondiale a Comerțului și membru al Uniunii Europene.

## Moneda

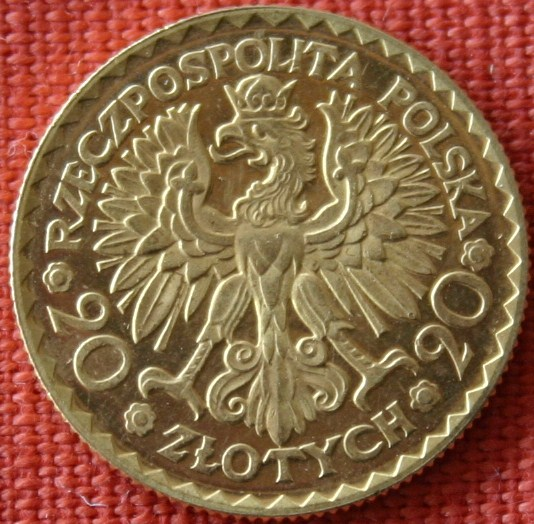
Monedă de 20 zloți din 1925

Moneda națională a Poloniei este zlotul, cu valoare de schimb în jur de 4zł/€. 
Zlotul se divide în 100 groși, 1 (Zl) = 100 groși
Datorită hiperinflației de la începutul anilor 90, asemănător României în 1995 s-a trecut la noul zlot, 10.000 zloți vechi (PLZ) fiind convertiți într-un zlot nou (PLN).
Denominații
- Monede: 1, 2, 5, 10, 20, 50 groși, 1, 2, 5 zloți
- Bancnote: 10, 20, 50, 100, 200 zloți.

Rata de schimb zlot/dolar de-a lungul anilor:
2,86 (2007)
3,63 (2004)
3,89 (2003)
4,08 (2002)
4,09 (2001)
4,35 (2000)

Obiectivul principal al Poloniei este aderarea la moneda unică europeană, care se va realiza în perioada 2012-2013.

## Industrie

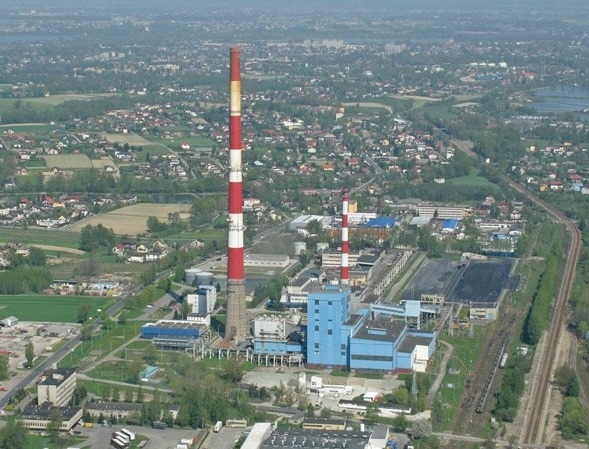
Uzină electrică lângă Bielsko-Biała

Înainte de cel de-al Doilea Război Mondial, industria Poloniei a fost concentrată în cărbune, produse textile, chimicale, construcții de mașini și metalurgie. În zilele noastre Polonia mai produce îngrășăminte chimice, produse petrochimice, mașini-unelte, mașini electrice, produse electronice, automobile și nave. Baza industrială a Poloniei a suferit foarte mult în timpul celui de-al Doilea Război Mondial, și multe resurse au fost îndreptate spre reconstrucție. sistemul economic socialist a impus în anul 1940 crearea unei structuri economice mari și greoi operabile sub o comandă centrală inflexibilă. În parte din cauza acestei rigidități sistemice, economia avea rezultate proaste chiar și în comparație cu alte economii din Europa Centrală.
În 1990, guvernul Mazowiecki a început un program de reformă cuprinzătoare care să înlocuiască economia de comandă centralizată cu un sistem orientat spre piață. În timp ce rezultatele globale au fost impresionante, multe mari companii de stat industriale, în special de căi ferate, minerit, oțel, și sectoarele de apărare, au rămas rezistente la schimbări și au fost necesare reduceri pentru a supraviețui într-o economie de piață.

## Agricultură

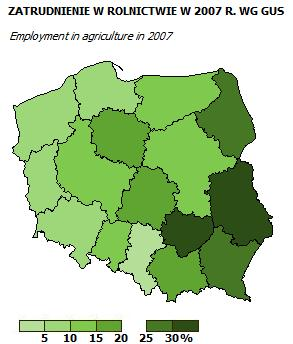
Ocuparea forței de muncă în agricultură

Agricultura utilizează 12,7% din forța de muncă a Poloniei, dar contribuie cu doar 3,8% la produsul intern brut (PIB), reflectând productivitatea relativ scăzută a agriculturii. Spre deosebire de sectorul industrial, sectorul agricol din Polonia a rămas în mare parte în mâini private și în deceniile regimului comunist. Cele mai multe dintre fostele întreprinderi agricole de stat sunt acum închiriate chiriașilor fermieri. Lipsa de credit împiedică vânzarea fostelor terenuri agricole de stat. În prezent, 2 milioane de ferme private din Polonia ocupa 90% din toate terenurile agricole, producând aproximativ același procent din totalul producției agricole. Fermele sunt mici, în medie de 8 hectare, și de multe ori fragmentate. Ferme, cu o suprafață de peste 15 hectare au reprezentat 9% din numărul total de ferme, dar acoperă 45% din suprafața agricolă totală. Peste jumătate din toate gospodăriile agricole din Polonia produc numai pentru nevoile proprii, cu vânzări reduse sau deloc de produse agricole. Polonia este un exportator de fructe, legume, carne și produse lactate. Procesatorii se bazează adesea pe importuri pentru a suplimenta livrările interne de grâu, cereale furajere, uleiuri vegetale, și proteine, producția internă fiind în general insuficientă pentru a satisface cererea internă. Cu toate acestea, Polonia este cel mai important producător de cartofi și secară din UE și este unul dintre cei mai mari producători din lume de sfeclă de zahăr și triticale. De asemenea, Polonia este un producător important de rapiță, cereale, porcine, carne de pasăre, ouă și carne de vită.

## Marile companii poloneze
- PKO Bank Polski - domeniu bancar.
- PKN Orlen - industrie petrochimică
- Orange Polska - telecomunicații
- Netia - telecomunicații
- Getin Bank - domeniu bancar
- Polskie Górnictwo Naftowe i Gazownictwo - gaze naturale / petrol
- Powszechny Zakład Ubezpieczeń - companie de asigurări
- Polsat - media
- Agora SA - media
- Orbis - hoteluri
- Asseco - IT
- Bioton - biotehnologie
- KGHM Polska Miedź - minele de cupru și mori
- Kompania Węglowa - minerit
- Echo Investment - dezvoltări imobiliare
- Pekaes - expedieri
- Impel - outsourcing
- Tymbark - apă și băuturi răcoritoare
- Polferries - transporturi
- Scat mereu la timp - expedieri
- Grupa Lotos - industria petrochimică
- Polonez de stat Căile Ferate (PKP) - căi feroviare naționale
- Poczta Polska - poștă
- Cersanit - ceramice
- Polnord - imobiliare
- TVN - media
- Polimex-Mostostal - inginerie și construcții
- Globe Trade Centre - dezvoltări imobiliare
- Elektrim - utilități / servicii de telefonie mobilă
- Arrinera - industria automobilelor (automotive)
- Volkswagen Poznań - industria automobilelor (automotive)
- Fiat Polonia - filiala poloneză a Grupului Fiat (fosta FSM ), construiește Panda, Fiat Nuova 500 și Fiat 600
- General Motors Polonia - industria automobilelor (automotive)
- Bursa din Varșovia
- Tele-Fonika Kable - producător de cabluri
- Solaris Bus & Coach - producător de troleibuze și autobuze
- Fakro - producător ferestre de mansardă
- Unul Europa - Transport & Spedition
- Comarch - IT
- Amica Wronki SA - industria constructoare de mașini
- Polar - tehnică de uz casnic
- Mastercook - tehnică de uz casnic
- Inglot - cosmetice
- Metro Group Polonia - retail
- Grupa Tauron Polska Energia - activează în sectorul energetic
- Grupa Azoty - Chimie
- Eurocash - sectorul comerțului cu amănuntul

## Ocuparea forței de muncă

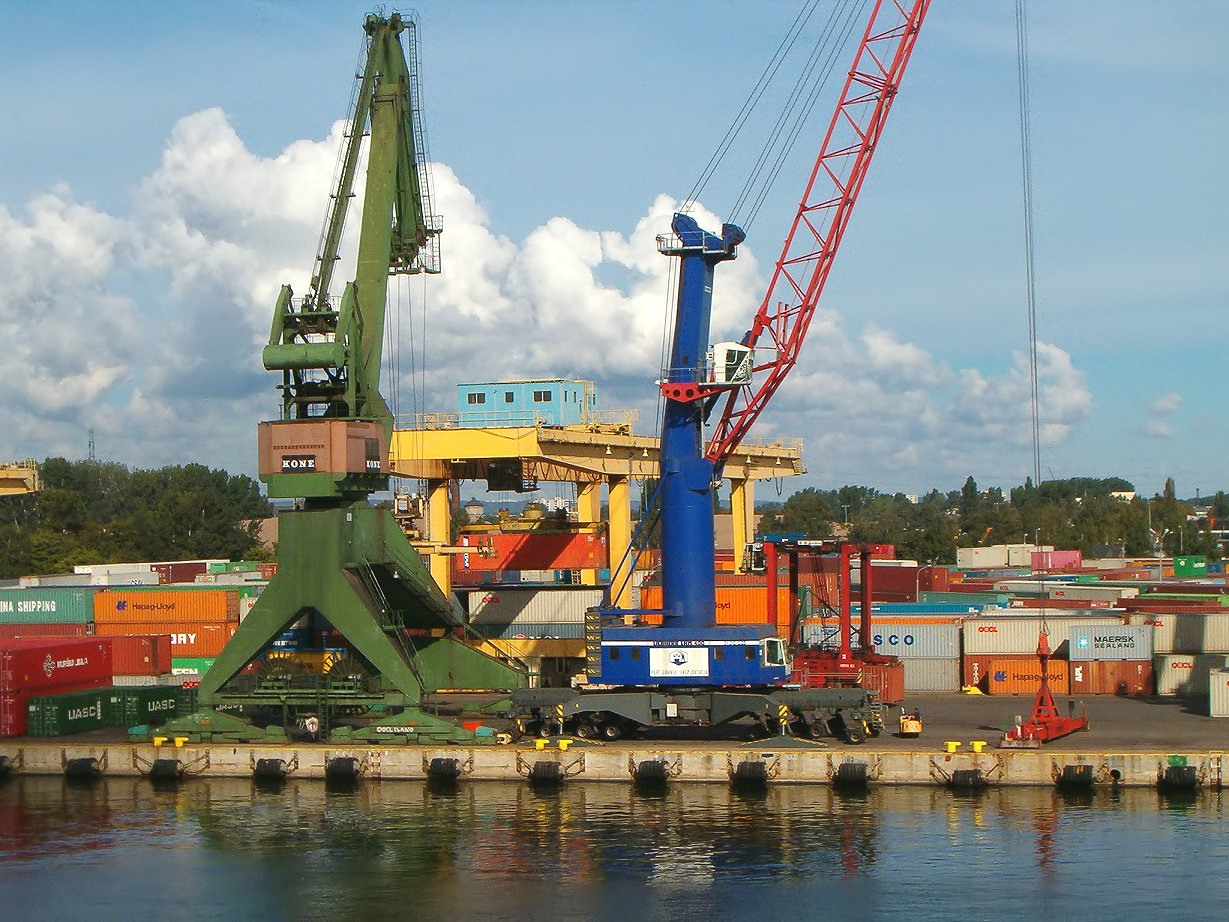
Terminal de descărcare-încărcare containere, Gdansk

Structura ocupării forței de muncă în economia poloneză diferă de standardele europene, deoarece 13% din populație este angajată în agricultură, în timp ce media UE este de 5%. În sectorul serviciilor lucrează 57% din populație (media UE este de 68%), industria dă de lucru la 30% din populație (media UE la 26%) . În Polonia, 59% din populația cu vârstă de muncă este angajată, în timp ce media UE este de 64% . Potrivit OCDE, în 2009, polonezii au fost cea de-a treia națiune ca numărul de ore lucrate din lume, după greci și maghiari - numărul mediu anual de ore lucrate pe un salariat a fost în 1966 .
Ca urmare a retehnologizării, în Polonia mecanizarea muncii a crescut, de asemenea crescând și productivitatea muncii .

## Șomajul

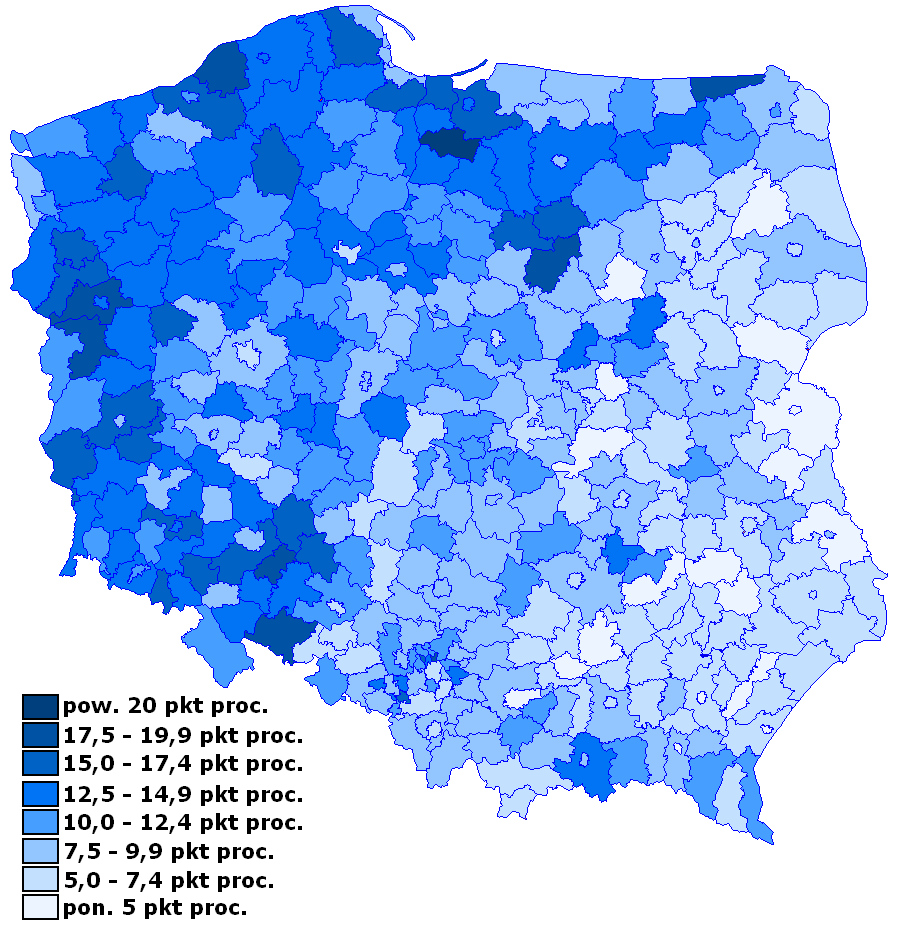
Șomajul în Polonia din martie 2004 până în martie 2008

Una dintre cele mai mari probleme ale economiei poloneze este șomajul. Polonia a suferit numeroase schimbări în politică, economie, cultură și tehnică. Reformele au inclus mai multe sfere ale vieții sociale. 
După lichidarea fermelor agricole de stat și privatizarea lor, oamenii s-au luptat să găsească de lucru. Unele au fost obligați să-și schimbe calificarea pentru a putea să-și găsească din nou loc de muncă. 
Creșterea rapidă a numărului de persoane fără loc de muncă în primii ani de după schimbarea regimului a însemnat că șomajul a fost cea mai importantă problemă a reformei, statului și societății. În perioada 1991-1994, șomajul a crescut de la 7% la 17%, începând cu anul 1994 a scăzut la 10% în 1998, când a început să crească din nou până la 21% în 2003 și 2004, ajungând la un minim de numai 9% în 2008, cifre după numărul de șomeri înregistrați la oficiile forței de muncă. În iunie 2008, rata șomajului în Polonia, după diverse surse a fost de 9,6% (CSO), 7,7% (Eurostat). 
Cauzele scăderii șomajului este crearea de noi locuri de muncă, precum și emigrarea unei părți a forței de muncă în alte țări ale UE. În octombrie 2009, rata șomajului a fost de 11% (date ale Ministerului Muncii și Politicii Sociale), cu o tendință de creștere.
La 31 martie 2011, ocuparea forței de muncă în sectorul public a fost de 3.190.700 de persoane (37,5% din totalul locurilor de muncă), în sectorul privat 5.312.900 (62,5%).